# Haldreka
Haldreka est un hameau de la commune de Hiiumaa, situé dans le comté de Hiiu en Estonie.

## Géographie
Le hameau est situé dans le sud-ouest de l'île d'Hiiumaa.

## Histoire
Avant la réforme administrative d'octobre 2017, Haldreka faisait partie de la commune de Emmaste, fusionnée à cette date avec les autres communes de l'île pour former celle de Hiiumaa.